# Ludwik Przysuski

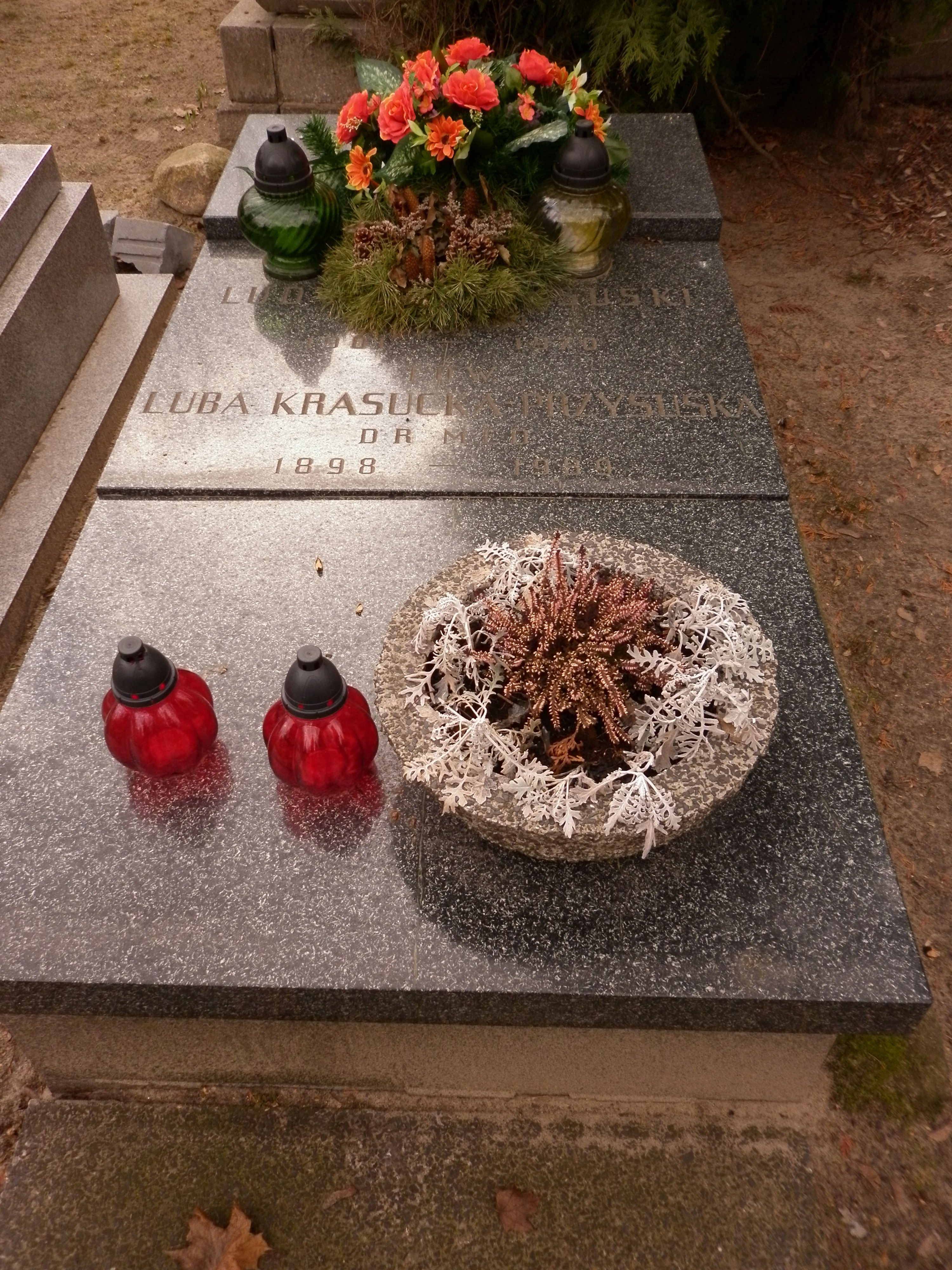
Nagrobek Ludwika Przysuskiego

Ludwik Przysuski, właściwie Salomon Ludwik Przysuski pseud. Józef (ur. 24 października 1901 w Warszawie, zm. 11 sierpnia 1970 w Warszawie) – lekarz internista, działacz komunistyczny pochodzenia żydowskiego, funkcjonariusz aparatu bezpieczeństwa w PRL.

## Życiorys
Syn krawca Hersza, brat Abrama Przysuskiego, również działacza komunistycznego. 1922–1928 studiował medycynę na Uniwersytecie Wileńskim. Członek KPP od 1921; należał także do KPZB. Członek Komitetu Dzielnicowego (KD) KPP Warszawa-Wola i podwydziału inteligenckiego Komitetu Warszawskiego KPP. Od 1931 sekretarz komórki KPP pracowników służby zdrowia. Za działalność komunistyczną kilkakrotnie więziony w II RP. W październiku 1939 przeniósł się na tereny zajęte przez ZSRR, najpierw był lekarzem stacji sanitarnej w Białymstoku, później pracował w Słonimiu w administracji służby zdrowia. 23 czerwca 1941 zmobilizowany do Armii Czerwonej, naczelny lekarz szpitali wojskowych w kilku miastach w ZSRR. Od kwietnia 1944 członek WKP(b). 13 maja 1944 został lekarzem 1 Armii Polskiej w ZSRR. Szef Wydziału Leczniczego Polowego Punktu Ewakuacyjnego. Po wojnie wstąpił do PPR/PZPR. Od 1946 do 1950 zastępca szefa III Wydziału MON generała Szareckiego. Od 18 marca 1950 zastępca kierownika Wydziału Administracyjnego KC PZPR do spraw służby zdrowia (do stycznia 1954).
1954–1956 dyrektor Departamentu Służby Zdrowia najpierw MBP, a potem MSW, w związku z podziałem MBP na Komitet do Spraw Bezpieczeństwa i MSW. Odznaczony m.in. Orderem Krzyża Grunwaldu III klasy i Krzyżem Oficerskim Orderu Odrodzenia Polski. Był żonaty z działaczką KPP Lubą Krasucką, miał jednego syna. Jest pochowany na Cmentarzu Wojskowym na Powązkach (kwatera B31, rząd 3, grób 9).